# Springerichthys bapturus
Springerichthys bapturus es una especie de pez de la familia Tripterygiidae en el orden de los Perciformes.

## Morfología
• Los machos pueden llegar alcanzar los 6,5 cm de longitud total.

## Alimentación
Come algas.

## Hábitat
Es un pez de mar y de clima templado y demersal.

## Distribución geográfica
Se encuentra al sur del Japón y en Corea del sur.

## Observaciones
Es inofensivo para los humanos.